# راتينهو
راتينهو (بالبرتغالية: Everson Rodriguez Ratinho‏) هو مدرب كرة قدم ولاعب كرة قدم برازيلي في مركز الوسط، ولد في 8 يونيو 1971 في Colorado, Paraná ‏ في البرازيل. لعب مع أتلتيكو باراناينسي ونادي آراو ونادي أستانا ونادي سانت غالن ونادي غوانغجو آر أند إف ونادي كايزرسلاوترن ونادي لوزيرن.

## وصلات خارجية
- راتينهو على موقع قاعدة بيانات كرة القدم.إي يو (الإنجليزية)
- راتينهو على موقع بيانات كرة القدم. دي إي (الألمانية)
- راتينهو على موقع عالم كرة القدم.نت (الإنجليزية)